# 淡斑蟹守螺
淡斑蟹守螺（学名：Semivertagus nesioticus），是中腹足目蟹守螺科Semivertagus的一种。主要分布于中国大陆、台湾，常栖息在栖于礁石附近的碎石海底、潮间带至潮下带。